# Bailey Chase

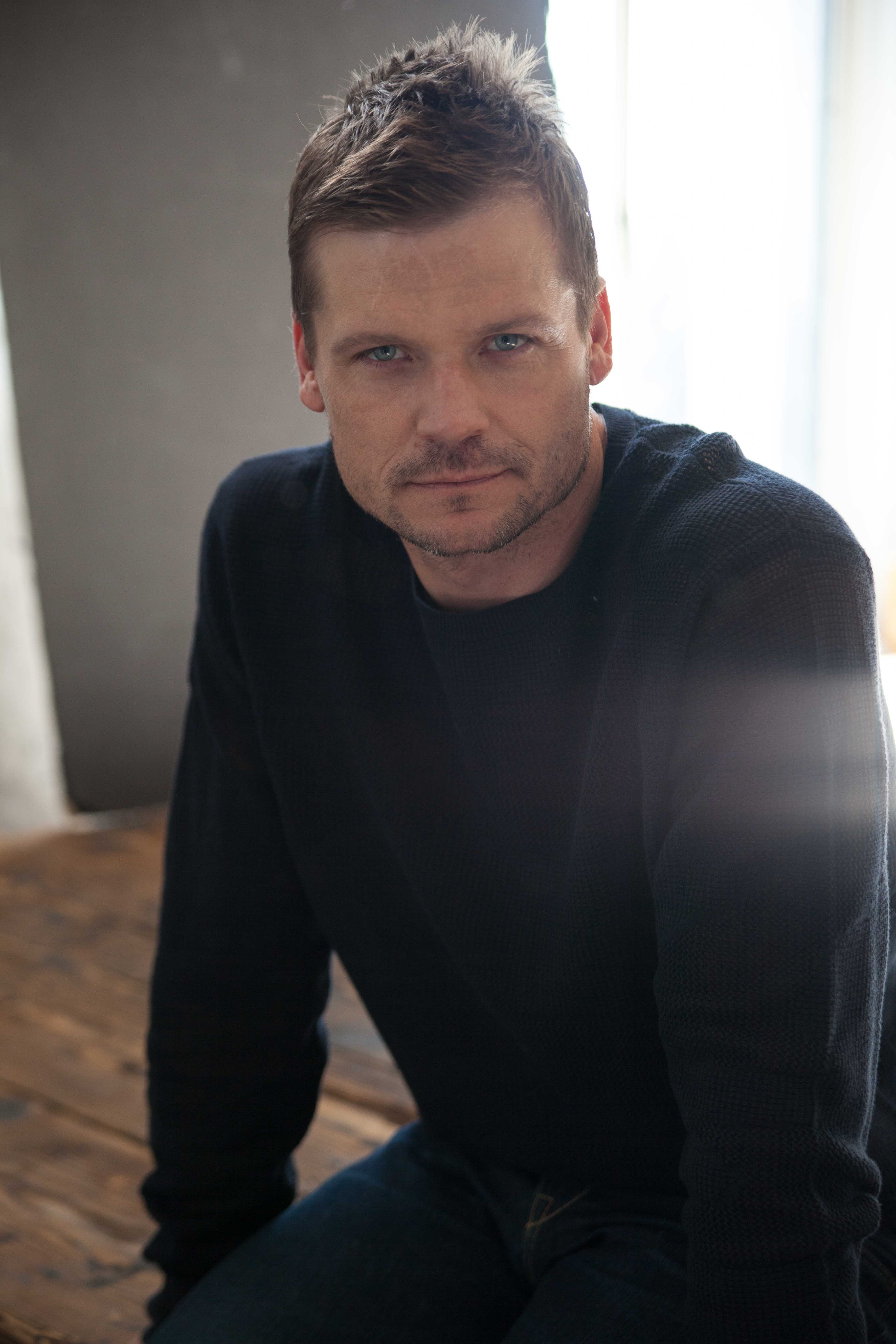
Bailey Chase

Bailey Chase (* 1. Mai 1972 in Chicago, Illinois als Bailey Chase Luetgert) ist ein US-amerikanischer Schauspieler. Am Anfang seiner Schauspielkarriere wurde er in den Credits als Bailey Luetgert geführt.

## Leben
Chase wuchs in Barrington, Illinois und Naples, Florida auf und ging in Jacksonville, Florida zur High School, wo er der Mitbewohner von Baseballspieler Chipper Jones war. Chase ging mit einem Football-Stipendium zur Duke University in Durham, North Carolina und war dort Linebacker. 1995 machte Chase seinen Abschluss im Fach Psychologie. Als er nach Los Angeles zog, um seine Schauspielkarriere voranzutreiben, trainierte er an der London Academy of Music and Dramatic Art. Bekannt wurde er durch seine Rolle als Butch Ada in der  TNT Serie Saving Grace, seine Rollen als Graham Miller in Buffy – Im Bann der Dämonen, Christopher „Chris“ Robert Hughes in der Soap Opera Jung und Leidenschaftlich – Wie das Leben so spielt und Beckett „Becks“ Scott in Alles Betty!. Von 2012 bis 2014 war er in der Rolle des Deputy Branch Connally in der Serie Longmire zu sehen. Zurzeit lebt Chase in New York.

## Filmografie (Auswahl)
Fernsehproduktionen
- 1996: Hot Line (1 Episode)
- 1996: Baywatch – Die Rettungsschwimmer von Malibu (Baywatch, 1 Episode)
- 1997: Eine starke Familie (Step by Step, 1 Episode)
- 1997: USA High (1 Episode)
- 1997: Sweet Valley High (3 Episoden)
- 1998: Charmed – Zauberhafte Hexen (Charmed, 1 Episode)
- 1999: Pacific Blue – Die Strandpolizei (Pacific Blue, 1 Episode)
- 1999: Undressed – Wer mit wem? (Undressed, 30 Episoden)
- 1999: Buffy – Im Bann der Dämonen (Buffy the Vampire Slayer, 13 Episoden)
- 2000: JAG – Im Auftrag der Ehre (JAG, 1 Episode)
- 2002: V.I.P. – Die Bodyguards (V.I.P., 1 Episode)
- 2003: Jung und Leidenschaftlich – Wie das Leben so spielt (As the World Turns, 1 Episode)
- 2005: Las Vegas (4 Episoden)
- 2005: CSI: Den Tätern auf der Spur (CSI: Crime Scene Investigation, 1 Episode)
- 2006: Watch Over Me (17 Episoden)
- 2007: Alles Betty! (Ugly Betty, 4 Episoden)
- 2007: Criminal Minds (2 Episoden)
- 2008: Law & Order: Special Victims Unit (1 Episode)
- 2009: Cold Case – Kein Opfer ist je vergessen (Cold Case, 1 Episode)
- 2009: Castle (2 Episoden)
- 2007–2010: Saving Grace (46 Episoden)
- 2010: Miami Medical (2 Episoden)
- 2011: Damages – Im Netz der Macht (Damages, 5 Episoden)
- 2012: White Collar (1 Episode)
- 2012–2015: Longmire (33 Episoden)
- 2014–2015: Chicago P.D. (3 Episoden)
- 2016: Grimm (3 Episoden)
- 2017: Twin Peaks (2 Episoden)
- 2017: 24: Legacy
- 2018: The Rookie
- 2019: Queen of the South
- 2019: Laufen. Reiten. Rodeo. (Walk. Ride. Rodeo.)

Filme
- 1998: The Truth About Juliet
- 1998: Cosmo’s Tale
- 1998: Billboard Dad
- 2000: The Stray
- 2003: The Rats
- 2003: Clark, the Canadian Hockey Goalie
- 2009: Crossing Over
- 2009: The Chronicles of Hollow Earth: The Next Race
- 2015: The Boy Next Door
- 2018: Shoelaces for Christmas
- 2024: Homestead

## Theater
- The Comedy of Errors (Als Antipholus von Syrakus)
- Death of a Salesman
- Picnic